# Kurihara Katsushi
Katsushi Kurihara (sinh ngày 29 tháng 7 năm 1977) là một cầu thủ bóng đá người Nhật Bản.

## Sự nghiệp câu lạc bộ
Katsushi Kurihara đã từng chơi cho JEF United Ichihara.

## Thống kê câu lạc bộ

### J.League
| Đội                 | Năm       | J.League | J.League | J.League Cup | J.League Cup | Tổng cộng | Tổng cộng |
| Đội                 | Năm       | Trận     | Bàn      | Trận         | Bàn          | Trận      | Bàn       |
| ------------------- | --------- | -------- | -------- | ------------ | ------------ | --------- | --------- |
| JEF United Ichihara | 1996      | 5        | 0        | 1            | 0            | 6         | 0         |
| JEF United Ichihara | 1997      | 12       | 0        | 1            | 0            | 13        | 0         |
| JEF United Ichihara | 1998      | 10       | 0        | 2            | 0            | 12        | 0         |
| JEF United Ichihara | 1999      | 11       | 0        | 2            | 0            | 13        | 0         |
| Tổng cộng           | Tổng cộng | 38       | 0        | 6            | 0            | 44        | 0         |